# Léopold Wiener

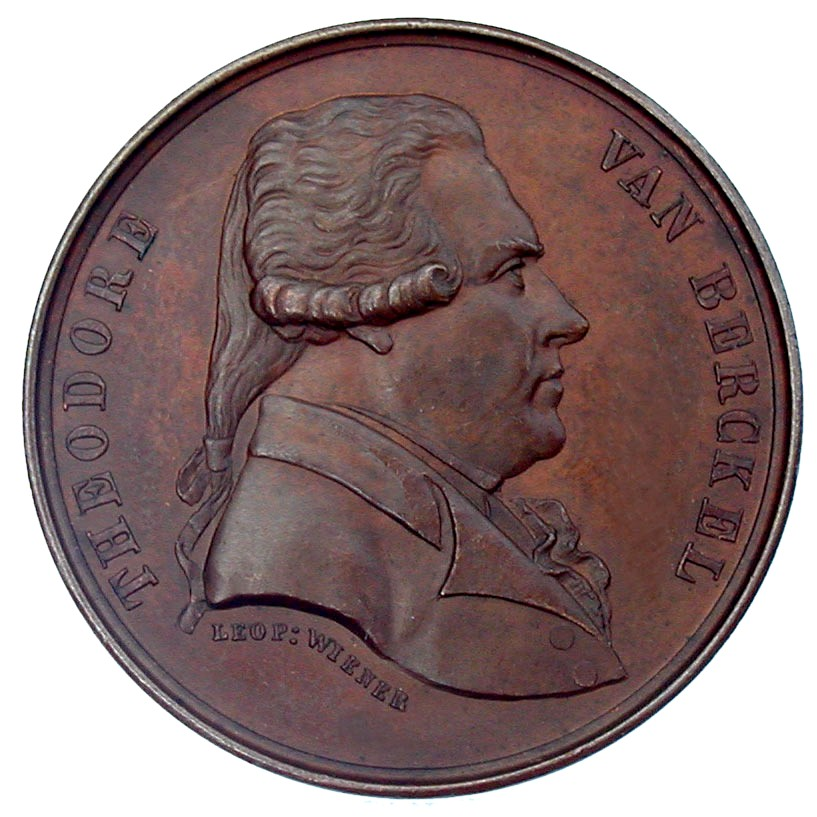
Retrato de Theodoor Victor van Berckel en una medalla grabada por Léopold Wiener - julio de 1871

Léopold Wiener, nacido en 1823 en Venlo y fallecido en 1891 en Bruselas, fue un escultor y medallista belga.

## Datos biográficos
Se formó inicialmente con su hermano Jacques Wiener, y luego siguió hasta la Real Academia de Bellas Artes de Bruselas con Guillaume Geefs como profesor. Posteriormente continuó su formación en la Escuela de Bellas Artes de París con David d'Angers.
Destacó especialmente en el delicado arte de la medalla que a menudo trabajó con sus hermanos Charles Wiener y Jacques Wiener, igualmente dotados como él. En 1847, se quiso llevar la efigie de Leopoldo I a una moneda de plata. Por esta razón, en ese año por primera y hasta ahora única vez en la historia de Bélgica, se convocó a un concurso público para seleccionar la imagen que sería reproducida. Dicho concurso estuvo abierto a todos los grabadores belgas. Wiener fue elegido como el ganador. Después de esto recibió el cargo de jefe grabador de la Casa de la Moneda Real de Bélgica en Bruselas. Con este cargo diseñó muchas otras monedas. Leopoldo Wiener se convirtió así en el grabador de monedas belga más importante de la segunda mitad del siglo XIX. Después de su muerte el cargo de jefe de grabador fue suprimido y sustituido por el puesto de Jefe de la producción de estampación.
Entre sus discípulos destacó Charles Samuel.
En su honor, en Watermael-Boitsfort una plaza y una avenida se llamaron Léopold Wiener.

## Obras
Entre las mejores y más conocidas obras de Léopold Wiener se incluyen las siguientes:
- Retrato de Theodoor Victor van Berckel, julio de 1871
- Serie de las Catedrales de Bélgica. Colección de monedas, realizada junto a su hermano Jacques.[1] 10 piezas